# Ernst Track
Ernst Track (* 20. Jänner 1911 in Wien; † 17. April 1987 ebenda) war ein österreichischer Conférencier, Kabarettist und Komponist.

## Leben
Ernst Track war gelernter Kaufmann und erhielt Privatunterricht in Klavier, Akkordeon, Orgel, Gitarre und Harmonielehre. Er begann seine Karriere im Jahr 1930 als Klavierbegleiter von Laiendarstellungen, machte sich aber bald als Klavierhumorist und Conférencier selbständig, wobei er sich seine Chansons und Couplets größtenteils selbst schrieb. In den 1950er Jahren wurde er durch die Rundfunkserie „Wir laden ein“ populär. Er erwarb sich durch die Pflege des Wienerlieds Verdienste und komponierte selbst über 400 Lieder. Ernst Track war der Vater des Komponisten Gerhard Track (1934–2022).
Seine letzte Ruhestätte fand Ernst Track auf dem Wiener Zentralfriedhof (16E-11-24).

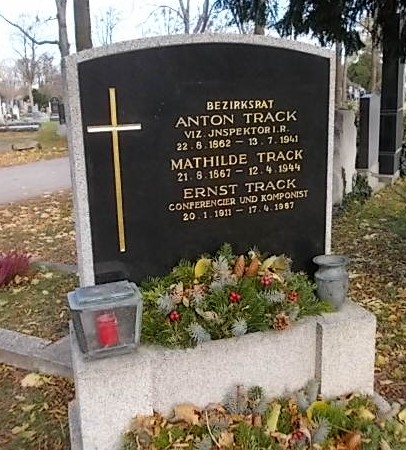
Grabstätte von Ernst Track

## Auszeichnungen
- 1970: Goldenes Ehrenzeichen der Republik Österreich
- 1971: Silbernes Verdienstzeichen des Landes Wien
- 1980: Goldenes Ehrenzeichen der Republik Österreich
- 1995: Ernst-Track-Weg im 22. Wiener Gemeindebezirk (posthume Ehrung)

## Filmografie
- 1958: Der Page vom Palast-Hotel